# Thàbit ibn Qurra
Abu-l-Hàssan Thàbit ibn Qurra ibn Marwan o, més senzillament, Thàbit ibn Qurra (àrab: ثابت بن قرة, Ṯābit b. Qurra) (Haran, vers 836 - Bagdad, 18 de febrer de 901) va ser un matemàtic i astrònom que va viure a Bagdad a l'edat d'or de l'Islam.

## Vida i obra
És un dels savis més importants de l'Edat d'or de l'islam. El poc que es coneix de la seva vida procedeix de les notes biobibliogràfiques d'Ibn an-Nadim (del seu Kitab al-Fíhrist del segle x), d'Ibn al-Qiftí i d'Ibn Abi-Usaybia (segle xiii).
Procedent d'una rica família de Haran de la secta sabianista, va començar a treballar com a canvista, però la intervenció d'un dels germans Banu Mussa quan va veure la seva habilitat en els idiomes, va propiciar el seu trasllat i la seva formació científica a Bagdad on va romandre la resta de la seva vida, com a mínim uns trenta anys. Al final de la seva vida va ser protegit pel califa abbàssida Al-Mútadid, de qui va ser amic i conseller personal.
Entre les seves nombroses obres, Jaouiche en cita les següents com a més importants:
- La quadratura de la paràbola
- El volum d'un paraboloide, en què fa servir càlculs molt propers al nostre càlcul integral[9], arribant a defensar, en contra d'Aristòtil, l'existència de l'infinit actual.
- El comentari de l'Almagest
- La teoria de la palanca

Han sobreviscut vuit tractats complets seus sobre astronomia, i en destaca un titulat Sobre el moviment de la vuitena esfera. En aquests tractats, seguint l'Almagest de Ptolemeu, mostra un alt grau de matematització.
És també, si no el traductor, almenys el revisor d'una traducció dels Elements de geometria d'Euclides a l'àrab. En aquest mateix camp, va escriure dos notables opuscles intentant demostrar el cinquè postulat d'Euclides i, en un d'ells, introdueix un quadrilàter que segles després esdevindrà el quadrilàter de Saccheri. Referint-se també als llibres aritmètics dels Elements va derivar una fórmula per trobar nombres amics (nombres dels quals la suma dels seus divisors propis és igual a l'altre, recíprocament). A més, va obtenir una generalització del teorema de Pitàgores que avui coneixem com «teorema de Thàbit ibn Qurra».
És l'autor d'un tractat de màgia astrològica que, en la seva traducció llatina de Johannes Hispalensis, De imaginibus, va esdevenir un text canònic en la matèria durant l'edat mitjana a l'Occident.
El seu fill Sinan i el seu net Ibrahim ibn Sinan també van ser intel·lectuals que van contribuir al desenvolupament de les matemàtiques.